# Onion Portage Archeological District
L'Onion Portage Archeological District est un district historique du borough de Northwest Arctic, en Alaska, aux États-Unis. Protégé au sein du parc national de Kobuk Valley, il est lui-même inscrit au Registre national des lieux historiques depuis le 20 juin 1972 et classé National Historic Landmark depuis le 2 juin 1978.